# 9.0: Live
9.0: Live is een livealbum van de Amerikaanse nu-metalband Slipknot, uitgebracht in 2005. Het bevat liedjes van hun bekendste drie cd's, maar niet van Mate. Feed. Kill. Repeat.

## Tracklisting

### cd 1
1. "The Blister Exists"
2. "(sic)"
3. "Disasterpiece"
4. "Before I Forget"
5. "Left Behind"
6. "Liberate"
7. "Vermilion"
8. "Pulse of the Maggots"
9. "Purity"
10. "Eyeless"
11. "Drum Solo"
12. "Eeyore"

### cd 2
1. "Three Nil"
2. "The Nameless"
3. "Skin Ticket"
4. "Everything Ends"
5. "The Heretic Anthem"
6. "Iowa"
7. "Duality"
8. "Spit it Out"
9. "People = Shit"
10. "Get This"
11. "Wait and Bleed"
12. "Surfacing"